# Alphonse Rodet
Alphonse Rodet, né le 16 octobre 1890 à Lyon et mort le 4 février 1975 à Pierre-Bénite, est un peintre français. 

## Biographie
Alphonse Rodet passe les six premières années de sa vie à Lyon où son père possédait un petit atelier de mécanique, puis déménage à Anneyron (Drôme). Il passe son certificat d'étude à l'École Communale, puis entre en apprentissage dans la fabrique de poterie dont son père est employé. La famille retourne à Lyon, et Alphonse Rodet devient « dessinandier » (terme utilisé entre Rhône et Saône pour désigner l'activité de dessinateur en soierie), et il continua d'exercer cette activité pendant un demi-siècle en même temps que la peinture.
Alphonse Rodet est appelé à servir dans l'armée française du 6 octobre 1911 jusqu'au 18 août 1919. Il a pu obtenir une permission de ' jours pour épouser Adeline Devaux, elle aussi dessinatrice en soierie.
Le 4 février 1975, à l'âge de 85 ans, Alphonse Rodet se jette dans le Rhône à la suite de la réception d'une lettre du contrôleur des contributions directes lui reprochant de ne pas avoir déclaré son atelier. 
Une rue de Lyon, dans le 8e arrondissement, porte son nom.

## Œuvres
Il est l’auteur de plus de 1 950 œuvres dont un fonds est accessible au musée des beaux-arts de Lyon. La qualité de ses nombreuses « natures mortes » témoigne de l’excellence de son travail. Il a été inhumé à Lyon, au cimetière de Loyasse, avec sa femme la poétesse Adeline Devaux (1888-1965).
| - Dionysos, 1966 - Sita, 1967 - Faste oriental, 1965 - Offrande à Isis, 1965 - Jeu d'échecs, 1969 - Intimité, 1969 - Hommage au Père Coquillat, 1969 - Concert bachique, 1969 - Poilu, 1922 - Souvenir d'enfance, 1934 - La boutique fantasque, 1969 - Chasseresse au repos, 1969 - Saädi, 1969 - Autre conte d'Anderson, 1969 - Féerie, 1969 - Les lilas au vase de cuivre, 1948 - Cendrillon, 1964 | - Coin de jardin, 1933 - Le jongleur de Notre-Dame, 1949 - Souvenir des jours heureux, 1950 - Trouvailles, 1929 - Retour du bal masqué, 1938 - Chez la pythonisse, 1945 - Noël, 1927 - Musique, amour et tragédie, 1960 - La danseuse aux souliers d'or, 1930 - Le philosophe, 1961 - Le déjeuner sur l'herbe, 1960 - Fête exotique, 1966 - La chasse, 1941 - Le flambeau, 1932 - Hommage à Marcel Roux, 1923 - Le conquérant, 1957 - Les fraises et les framboises | - L'illusionniste amateur, 1956 - Chanson créole, 1946 - Le cerisier en fleurs - L'escarpolette, 1923 - La navaja, 1960 - Le peintre Dorias et ses enfants, 1925 - L'évadé, 1968 - Le collectionneur, 1969 - Tabarin, 1967 - Les ramiers, 1944 - Premiers ébats, 1954 - Sur un conte d'Anderson, 1964 - Le coteau et l'aigas, 1931 - Le pactole, 1969 - La plus belle des nuits, 1949 - Femme au bouquet, 1948 - Fée électricité, 1948 | - Le corsaire, 1947 - L'échiquier des batailles, 1949 - Les oiseaux, 1942 - La jeune mère, 1946 - Le cordonnier poète, 1941 - Pâques, 1926 - Les châtaigniers, 1941 - Pastorale, 1968 - Œillets à la coupe, 1943 - Autoportrait, 1923 - Dame examinant un vase, 1925 - Rose d'hispalian, 1942 |